# John A. Holm
John A. Holm, (16 mai 1943 - 28 décembre 2015), est un professeur de linguistique et d'histoire des civilisations à l'université de Coimbra, au Portugal. Il est spécialiste de l'histoire des peuples de la Caraïbe, sur lesquels ses travaux font autorité.
Grâce à l'étude des dialectes créoles, il  montre que l'importance de la population blanche anglophone en Barbade en fait le point de départ de la plupart des créoles anglais parlés par les indiens, les blancs et les noirs un peu partout en Caraïbe et Caroline.
Il a rédigé le seul dictionnaire du dialecte anglais parlé aux Bahamas.